# Lagundo
Lagundo es una localidad y comune italiana de la provincia de Bolzano, región de Trentino-Alto Adigio, con 4.964 habitantes.

## Distribución de idiomas
Según el censo de 2011, la mayoría de los residentes (85,2 %) hablan alemán como lengua materna, el 14,6 % habla italiano de forma nativa y el 0,2 % el ladino.

## Evolución demográfica
| Gráfica de evolución demográfica de Lagundo entre 1861 y 2001 |
|                                                               |
| Fuente ISTAT - elaboración gráfica de Wikipedia               |